# Тобіас Тален
Тобіас Тален  (нар. 28 грудня 1827 Чепінг — пом. 27 липня 1905 Уппсала, Швеція) — шведський фізик та астроном, професор. 

## Дослідницька та викладацька діяльність
Ступінь доктора філософії отримав в Упсальському університеті 1854 року. 1856 року став лектором з астрономії. 1861 року призначений помічником професора фізики Андерса Ангстрема, асистував йому в багатьох дослідженнях. У 1869—1870 роках був професором фізики в Стокгольмському університеті. 1873 року призначений професором механіки в Уппсала, наступного року очолив там кафедру фізики, де й працював професором до виходу на пенсію 1896 року. 
Деякий час підтримував Сванте Арреніуса, але потім вони розійшлися в поглядах і 1881 року Арреніус перейшов до Стокгольмського університету.
Зробив значний внесок у теорію спектрального аналізу та земного магнетизму, розробив оригінальні методи пошуку залізорудних родовищ.

## Нагороди та визнання
- 1884 року за спектроскопічні дослідження нагороджений Медаллю Румфорда[5].
- Його ім'ям названо мінерал таленіт[6].
- 1886 року обраний Почесним членом Королівського товариства Единбурга[7]

## Доробок
- Spectral analysis of a New earth (1879)
- On the Brilliant Rays of Scandium (1880)